# Safari Rally
De Safari Rally, oorspronkelijk bekend als de East African Coronation Safari, en tussen 1960 en 1973 de East African Safari Rally, is een rallyevenement gehouden in Kenia, die tussen 1973 en 2002 een ronde van het wereldkampioenschap rally was. De rally wordt gezien als een van de zwaarste ter wereld en werd van oorsprong verreden als een langeafstandsrally.

## Geschiedenis
Naar het idee van Eric Cecil, werd de eerste editie van de rally in 1953 georganiseerd, ter viering van de kroning van Koningin Elizabeth II, en werd als de East African Coronation Safari verreden in Kenia, Oeganda en Tanganyika. In 1960 werd deze naam omgedoopt tot de East African Safari Rally; een naam die het zal behouden tot aan 1974. Sinds 1974 staat de rally simpelweg bekend als de Safari Rally, met uitzondering van dergelijke benoemingen van hoofdsponsoren. Vanaf dat moment vond het evenement ook nog enkel plaats in Kenia. De rally was tussen 1970 en 1972 een ronde van het internationaal kampioenschap voor constructeurs, voordat het de WK-status kreeg tijdens het inaugurele seizoen van het wereldkampioenschap rally in 1973.
De lokale rijder Shekhar Mehta heeft de meeste overwinningen in de rally op naam staan, hij won het evenement vijf keer, waarvan vier keer achtereenvolgend tussen 1979 en 1982. Juha Kankkunen en Colin McRae zijn tot op heden de beste Europese rijders in het evenement. De laatstgenoemde won in het 2002 seizoen de rally voor de derde keer, wat tevens de voorlopig laatste editie van de Safari als WK-rally was. Een gebrek aan sponsorgeld, organisatie en politieke omstandigheden zorgde ervoor dat de laatste Afrikaanse WK-ronde vanaf 2003 van de kalender verdween, al wordt ook gesuggereerd dat de FIA af wilde van het concept van een langeafstandrally in het WK.
Na enige anonimiteit als ronde van het Afrikaans rallykampioenschap, werd de rally in 2007 toegevoegd aan de kalender van de Intercontinental Rally Challenge, een kampioenschap dat vaak gekarakteriseerd werd als tegenhanger van het WK rally. Deze werd echter in een systeem van klassementsproeven verreden. De rally keerde in 2009 wederom terug in deze serie. Sinds 2010 is het enkel nog een ronde van het Afrikaans kampioenschap en wordt het al jaren als een compacte rally verreden.
De 2019-editie wordt verreden als kandidaat evenement voor een mogelijk terugkeer op de WK-kalender in 2020. Na evaluatie werd besloten dat de Safari Rally zijn terugkeer zou maken in 2020. 
In 2020 stond de Safari Rally terug op de kalender van het wereldkampioenschap rally, echter werd de editie van 2020 verschoven naar 2021 omwille van de wereldwijde uitbraak van het COVID-19 virus.

## Wedstrijdkarakteristieken

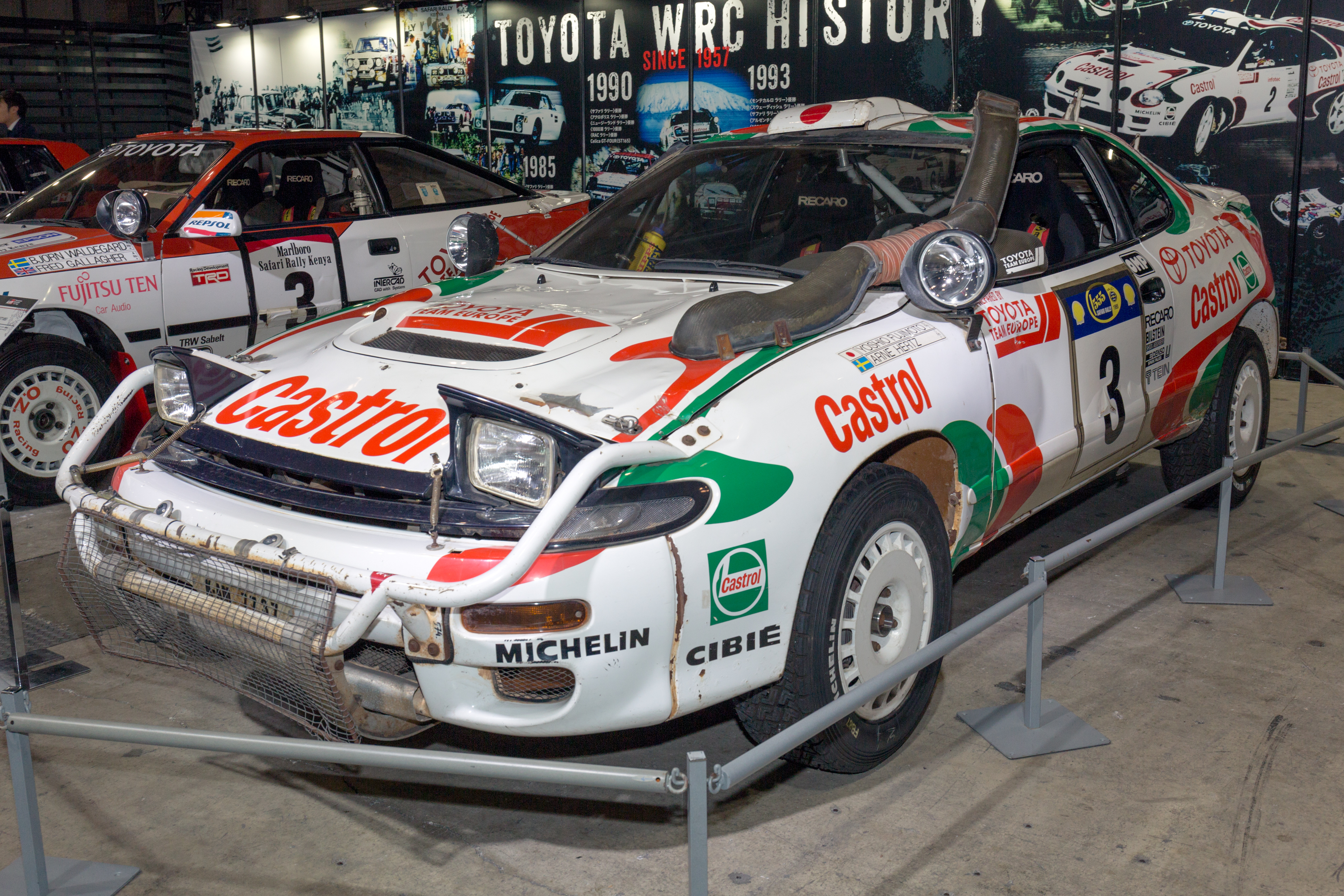
Een Toyota Celica rallyauto uitgerust in typische Safari-specificaties, met seinlampen, een zogenaamde bullbar en snorkel

De rally was uniek doordat het gekenmerkt werd als een langeafstandsrally, wat omschreven kan worden als een marathon rally, waar de route in tegenstelling tot een normale rally niet verdeeld wordt onder klassementsproeven (waarin naarmate een eindtijd werd opgebouwd). In plaats daarvan maakte het gebruik van een tijdcontrole systeem, waar deelnemers over de totale route controlepunten moesten aanhouden om hun verreden tijd door te kunnen geven. Het tijdsverlies dat een deelnemer tussen elk punt op zich nam werd aan het einde van de rally opgebouwd tot een straftijd. Degene met de minste straftijd won uiteindelijk de rally. Dit werd tot halverwege de jaren negentig gehanteerd, voordat het overging op het tijdwaarnemingssysteem dat gebruikt werd in moderne rally's.
De rally kende daarnaast ook andere sterke karakteristieken, waardoor het vaak omschreven wordt als een van de zwaarste ter wereld. Daarin speelde de lengte, het terrein, de logistieke uitdaging en het feit dat de rally werd verreden op de openbare weg (dus niet voor het publiek afgesloten klassementsproeven) een grote rol in. Ook de weersomstandigheden konden sterk verschillen, met de ene keer extreme hitte en de andere keer zware regenbuien, dat vaak afhankelijk was in welk seizoen de rally werd verreden. Ook het rondlopend wild kon problemen veroorzaken, zodoende dat de auto's uitgerust werden met een speciale 'bullbar' aan de voorzijde van de auto, terwijl er ook geseind kan worden met lichten die aan of op de buitenspiegels gemonteerd zijn. Daarnaast beschikten ze ook over een slurf of snorkel die bij diepe water- en modderplassen de motor niet deed verdrinken. Nadat de rally van de WK-kalender verdween, werden deze kenmerken steeds kleiner of zelfs compleet gewist uit het karakter van het evenement.

## Lijst van winnaars

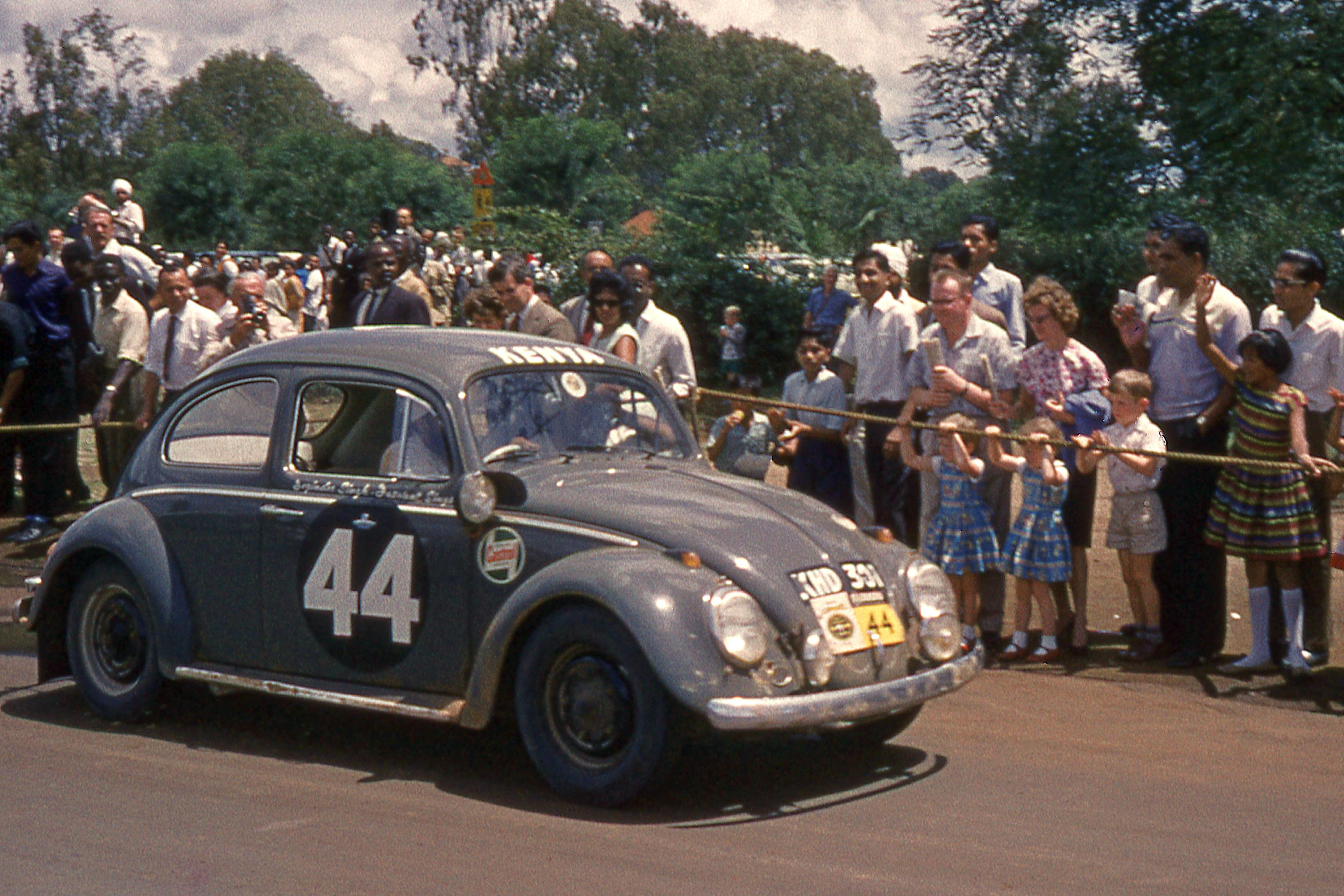
De gebroeders Singh tijdens de 1962 editie van het evenement

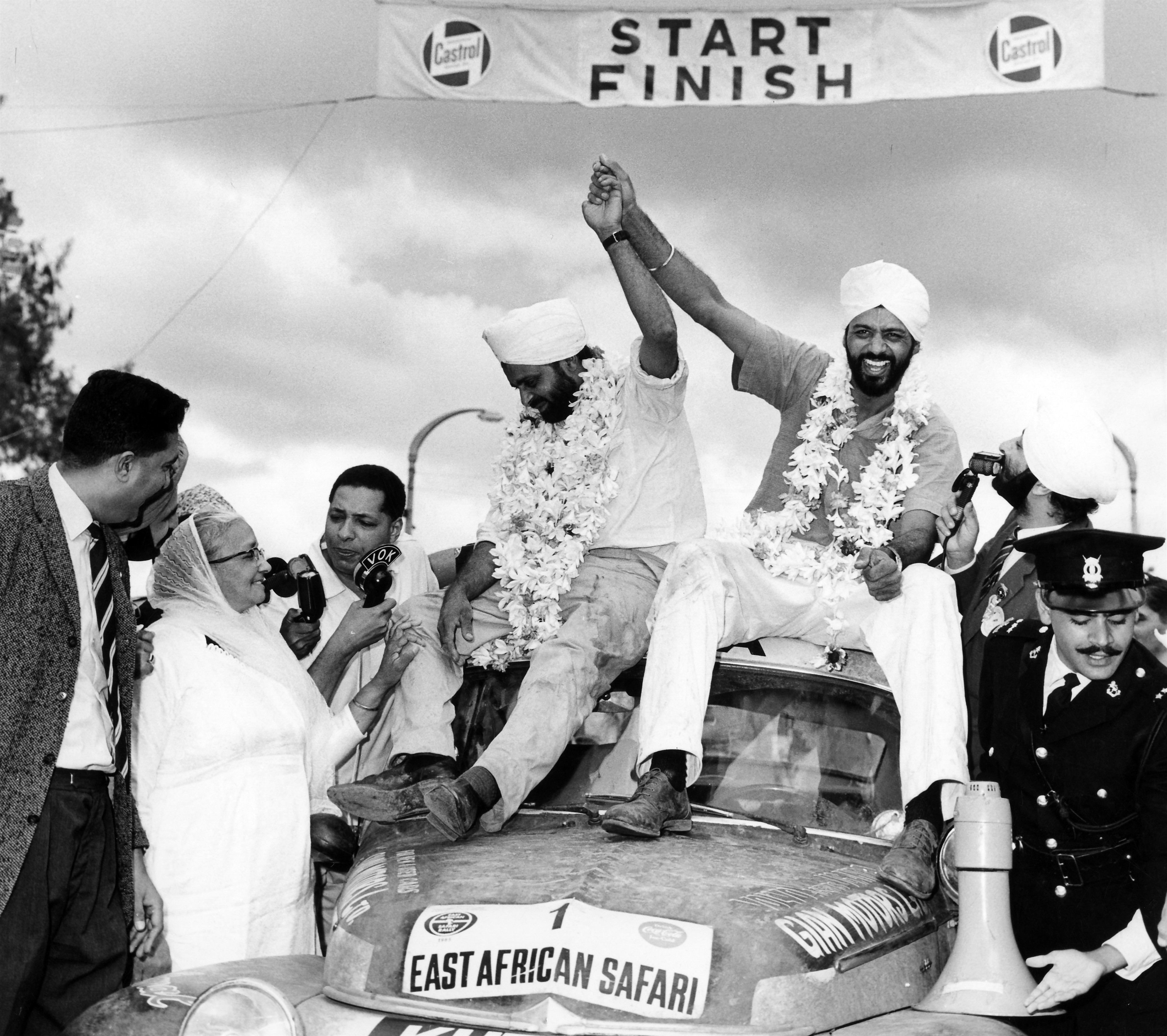
Joginder Singh en broer Jaswant als winnaars van de rally in 1965

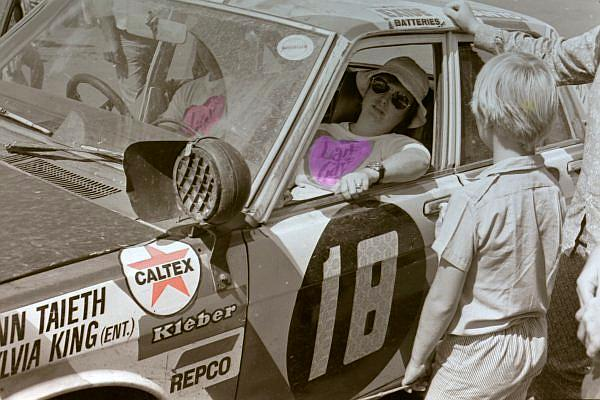
Een checkpoint tijdens de rally in 1973

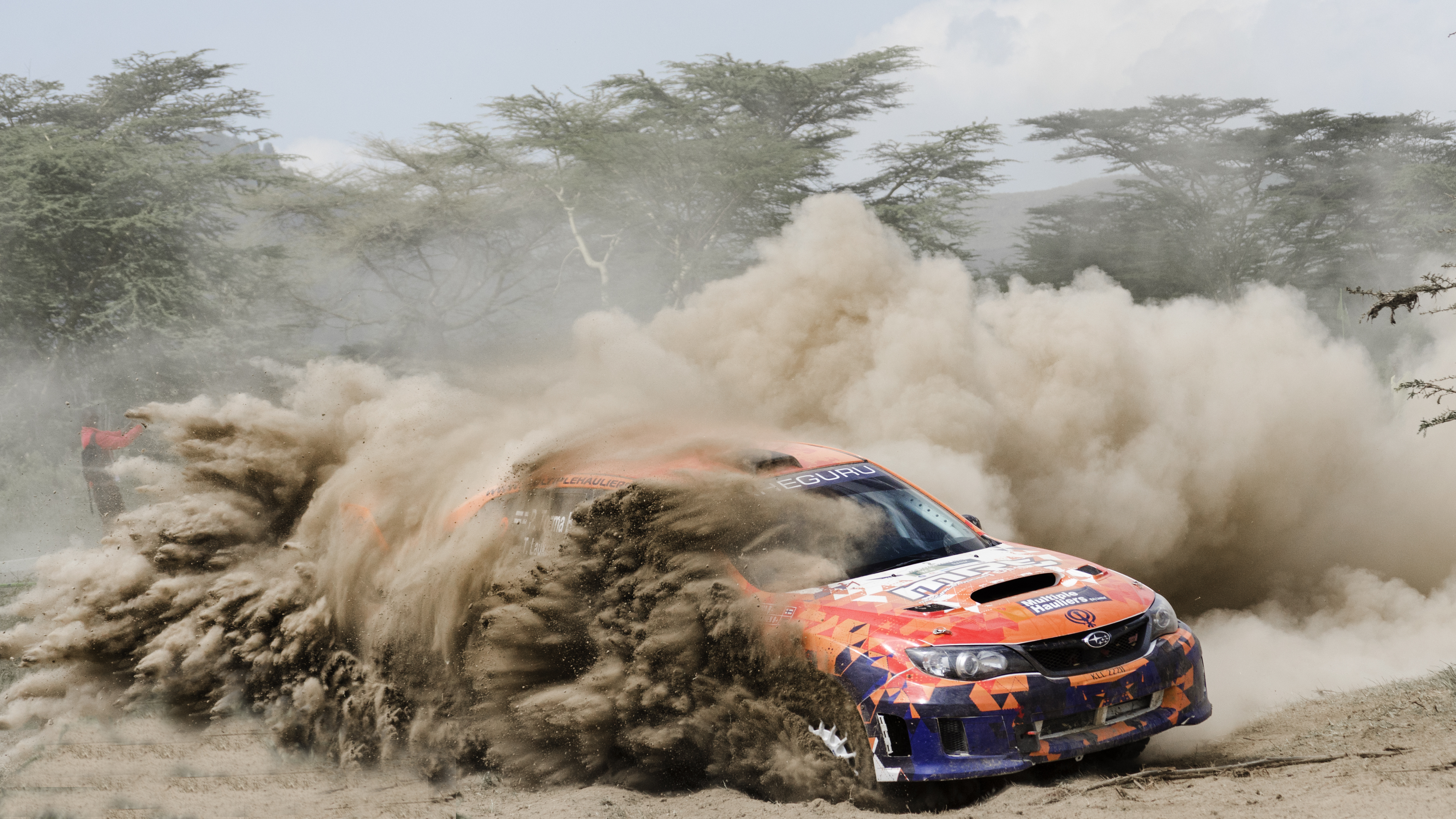
Flinke stofontwikkeling bij een voorbijgaande rallyauto in 2016

| Editie | Seizoen | Rijder                                        | Navigator                                     | Auto                                          |
| ------ | ------- | --------------------------------------------- | --------------------------------------------- | --------------------------------------------- |
| -      | 2020    | Rally niet gehouden vanwege COVID-19-pandemie | Rally niet gehouden vanwege COVID-19-pandemie | Rally niet gehouden vanwege COVID-19-pandemie |
| 67     | 2019    | Baldev Chager                                 | Ravi Soni                                     | Mitsubishi Lancer Evo X R4                    |
| 66     | 2018    | Carl Tundo                                    | Tim Jessop                                    | Mitsubishi Lancer Evo X R4                    |
| 65     | 2017    | Tapio Laukkanen                               | Gavin Laurence                                | Subaru Impreza STi 4 D R4                     |
| 64     | 2016    | Jaspreet Singh Chatthe                        | Gurdeep Panesar                               | Mitsubishi Lancer Evo X R4                    |
| 63     | 2015    | Jaspreet Singh Chatthe                        | Gurdeep Panesar                               | Mitsubishi Lancer Evo X                       |
| 62     | 2014    | Baldev Chager                                 | Ravi Soni                                     | Mitsubishi Lancer Evo X                       |
| 61     | 2013    | Baldev Chager                                 | Ravi Soni                                     | Mitsubishi Lancer Evo X                       |
| 60     | 2012    | Carl Tundo                                    | Tim Jessop                                    | Mitsubishi Lancer Evo IX                      |
| 59     | 2011    | Carl Tundo                                    | Tim Jessop                                    | Mitsubishi Lancer Evo IX                      |
| 58     | 2010    | Lee Rose                                      | Piers Daykin                                  | Mitsubishi Lancer Evo IX                      |
| 57     | 2009    | Carl Tundo                                    | Tim Jessop                                    | Mitsubishi Lancer Evo IX                      |
| 56     | 2008    | Lee Rose                                      | Piers Daykin                                  | Mitsubishi Lancer Evo IX                      |
| 55     | 2007    | Conrad Rautenbach                             | Peter Marsh                                   | Subaru Impreza WRX STi                        |
| 54     | 2006    | Azar Anwar                                    | George Mwangi                                 | Mitsubishi Lancer Evo VI                      |
| 53     | 2005    | Glen Edmunds                                  | Des Page-Morris                               | Mitsubishi Lancer Evo VII                     |
| 52     | 2004    | Carl Tundo                                    | Tim Jessop                                    | Subaru Impreza WRX STi                        |
| 51     | 2003    | Glen Edmunds                                  | Titch Philips                                 | Mitsubishi Lancer Evo VI                      |
| 50     | 2002    | Colin McRae                                   | Nicky Grist                                   | Ford Focus RS WRC 02                          |
| 49     | 2001    | Tommi Mäkinen                                 | Risto Mannisenmäki                            | Mitsubishi Lancer Evo 6.5                     |
| 48     | 2000    | Richard Burns                                 | Robert Reid                                   | Subaru Impreza S5 WRC 99                      |
| 47     | 1999    | Colin McRae                                   | Nicky Grist                                   | Ford Focus WRC                                |
| 46     | 1998    | Richard Burns                                 | Robert Reid                                   | Mitsubishi Carisma GT Evo IV                  |
| 45     | 1997    | Colin McRae                                   | Nicky Grist                                   | Subaru Impreza S3 WRC 97                      |
| 44     | 1996    | Tommi Mäkinen                                 | Seppo Harjanne                                | Mitsubishi Lancer Evo III                     |
| 43     | 1995    | Yoshio Fujimoto                               | Arne Hertz                                    | Toyota Celica Turbo 4WD                       |
| 42     | 1994    | Ian Duncan                                    | Carl Williamson                               | Toyota Celica Turbo 4WD                       |
| 41     | 1993    | Juha Kankkunen                                | Juha Piironen                                 | Toyota Celica Turbo 4WD                       |
| 40     | 1992    | Carlos Sainz                                  | Luís Moya                                     | Toyota Celica Turbo 4WD                       |
| 39     | 1991    | Juha Kankkunen                                | Juha Piironen                                 | Lancia Delta Integrale 16V                    |
| 38     | 1990    | Björn Waldegård                               | Fred Gallagher                                | Toyota Celica GT-Four                         |
| 37     | 1989    | Miki Biasion                                  | Tiziano Siviero                               | Lancia Delta Integrale                        |
| 36     | 1988    | Miki Biasion                                  | Tiziano Siviero                               | Lancia Delta Integrale                        |
| 35     | 1987    | Hannu Mikkola                                 | Arne Hertz                                    | Audi 200 quattro                              |
| 34     | 1986    | Björn Waldegård                               | Fred Gallagher                                | Toyota Celica TCT                             |
| 33     | 1985    | Juha Kankkunen                                | Fred Gallagher                                | Toyota Celica TCT                             |
| 32     | 1984    | Björn Waldegård                               | Hans Thorszelius                              | Toyota Celica TCT                             |
| 31     | 1983    | Ari Vatanen                                   | Terry Harryman                                | Opel Ascona 400                               |
| 30     | 1982    | Shekhar Mehta                                 | Mike Doughty                                  | Datsun Violet GT                              |
| 29     | 1981    | Shekhar Mehta                                 | Mike Doughty                                  | Datsun Violet GT                              |
| 28     | 1980    | Shekhar Mehta                                 | Mike Doughty                                  | Datsun 160J                                   |
| 27     | 1979    | Shekhar Mehta                                 | Mike Doughty                                  | Datsun 160J                                   |
| 26     | 1978    | Jean-Pierre Nicolas                           | Jean-Claude Lefèbvre                          | Peugeot 504 V6 Coupé                          |
| 25     | 1977    | Björn Waldegård                               | Hans Thorszelius                              | Ford Escort RS1800                            |
| 24     | 1976    | Joginder Singh                                | David Doig                                    | Mitsubishi Lancer 1600 GSR                    |
| 23     | 1975    | Ove Andersson                                 | Jean Todt                                     | Peugeot 504                                   |
| 22     | 1974    | Joginder Singh                                | David Doig                                    | Mitsubishi Lancer 1600 GSR                    |
| 21     | 1973    | Shekhar Mehta                                 | Lofty Drews                                   | Datsun 240Z                                   |
| 20     | 1972    | Hannu Mikkola                                 | Gunnar Palm                                   | Ford Escort RS1600                            |
| 19     | 1971    | Edgar Herrmann                                | Hans Schüller                                 | Datsun 240Z                                   |
| 18     | 1970    | Edgar Herrmann                                | Hans Schüller                                 | Datsun 1600 SSS                               |
| 17     | 1969    | Robert Hillyar                                | Jock Aird                                     | Ford Taunus 20M RS                            |
| 16     | 1968    | Nick Nowicki                                  | Paddy Cliff                                   | Peugeot 404                                   |
| 15     | 1967    | Bert Shanckland                               | Chris Rothwell                                | Peugeot 404                                   |
| 14     | 1966    | Bert Shanckland                               | Chris Rothwell                                | Peugeot 404                                   |
| 13     | 1965    | Joginder Singh                                | Jaswant Singh                                 | Volvo PV544                                   |
| 12     | 1964    | Peter Hughes                                  | Bill Young                                    | Ford Cortina GT                               |
| 11     | 1963    | Nick Nowicki                                  | Paddy Cliff                                   | Peugeot 404                                   |
| 10     | 1962    | Tommy Fjastad                                 | Bernhard Schmider                             | Volkswagen 1200                               |
| 9      | 1961    | John Manussis                                 | Bill Coleridge David Beckett                  | Mercedes-Benz 220SE                           |
| 8      | 1960    | Bill Fritschy                                 | Jack Ellis                                    | Mercedes-Benz 190                             |
| 7      | 1959    | Bill Fritschy                                 | Jack Ellis                                    | Mercedes-Benz 190                             |
| 6      | 1958    | Arne Kopperud* Morris Temple-Boreham*         | Kora Kopperud Mike Armstrong                  | Ford Zephyr II Auto Union 1000                |
| 5      | 957     | Gus Hofmann                                   | Arhur Burton                                  | DKW                                           |
| 4      | 1956    | Eric Cecil                                    | Tony Vickers                                  | DKW                                           |
| 3      | 1955    | Vic Preston Sr.                               | D P Marwaha                                   | Ford Zephyr                                   |
| 2      | 1954    | Vic Preston Sr.                               | D P Marwaha                                   | Volkswagen Kever                              |
| 1      | 1953    | Alan Dix* Dough Airth*                        | John Larsen Raymond Collinge                  | Volkswagen Kever Standard Vanguar             |

* Geen officiële winnaar aangewezen, beide met het minste aantal strafpunten.

## East African Safari Rally (classic)
Ter viering van het 50-jarige bestaan van de rally, werd in 2003 de eerste editie van de East African Safari Rally (classic) georganiseerd, een evenement verreden met historische auto's dat sindsdien om de twee jaar wordt gehouden.

### Lijst van winnaars
| Editie | Jaar | Rijder          | Navigator         | Auto            |
| ------ | ---- | --------------- | ----------------- | --------------- |
| 7      | 2017 | Carl Tundo      | Tim Jessop        | Triumph TR7     |
| 6      | 2015 | Stig Blomqvist  | Stéphane Prévot   | Porsche 911     |
| 5      | 2013 | Ian Duncan      | Amaar Slatch      | Ford Capri      |
| 5      | 2011 | Björn Waldegård | Mathias Waldegård | Porsche 911     |
| 4      | 2009 | Ian Duncan      | Amaar Slatch      | Ford Mustang    |
| 3      | 2007 | Björn Waldegård | Mathias Waldegård | Ford Escort Mk1 |
| 2      | 2005 | Rob Collinge    | Anton Levitan     | Datsun 260Z     |
| 1      | 2003 | Rob Collinge    | Anton Levitan     | Datsun 240Z     |